# Max Reichmann
Max Reichmann (* 29. November 1884 in Straßburg; † 3. Februar 1958 in San Francisco, Vereinigte Staaten) war ein deutscher Filmregisseur.

## Leben und Wirken
Reichmann arbeitete zunächst in verschiedenen Filmbereichen, unter anderem 1921 als Aufnahmeleiter bei Ewald André Duponts Zweiteiler Kinder der Finsternis. Sein Regiedebüt gab er 1923 in Wien als Co-Regisseur mit Die Geliebte des Mörders.
Im Juli 1923 kehrte Reichmann nach Berlin zurück und wirkte zunächst u. a. 1925 als Regieassistent bei Duponts Filmklassiker Varieté. Seitdem inszenierte Max Reichmann mehrere Filme, meist Krimis und Abenteuergeschichten, in denen Schauspieler wie Paul Wegener, Jenny Jugo, Harry Liedtke, La Jana und Olga Tschechowa mitwirkten. Im Januar 1929 gründete er die Max Reichmann Filmproduktion GmbH. Reichmann wurde zu einem der Pioniere des deutschen Tonfilms: Er inszenierte vier Ton-Kurzfilme, übernahm die Regie bei den Tonfilmsequenzen des ursprünglich stumm gedrehten Films Der Günstling von Schönbrunn und begann seine Zusammenarbeit mit dem Tenor Richard Tauber. 1930 gelang Reichmann mit dem Film Das Land des Lächelns wieder ein großer Kinoerfolg. Hauptdarsteller und Produzent war Richard Tauber, Produktionsfirma die Richard Tauber Produktions GmbH, Berlin. Komponisten wie Paul Dessau und Drehbuchautoren wie Walter Reisch arbeiteten für Max Reichmann.
Reichmann, der jüdischer Herkunft war, verschwand noch vor der Machtergreifung der Nationalsozialisten im Jahr 1933 aus der Öffentlichkeit. 1933 emigrierte er nach Frankreich und inszenierte im selben Jahr in Paris den 9 Minuten und 20 Sekunden kurzen Film L'apprenti sorcier (auf dt.: Der Zauberlehrling) nach der gleichnamigen Goethe-Ballade mit Jean Weidt in der Hauptrolle.
Reichmann verließ Frankreich im August 1935 und hielt sich zunächst in Havanna auf Kuba auf. Im Juli 1937 reiste Reichmann über Miami nach New York. Dort heiratete er im Jahr 1938 und übersiedelte dann nach Kalifornien. Dort ließ er sich in Beverly Hills nieder, filmische Aktivitäten lassen sich in den USA trotz Nähe zu Hollywood nicht nachweisen. 1943 wurde Reichmann eingebürgert, 15 Jahre später starb er in San Francisco.

## Filmografie
Regisseur
- 1923: Die Geliebte des Mörders (Co-Regie)
- 1925: Der Kampf gegen Berlin
- 1926: Derby
- 1927: Manege
- 1927: Ihr letztes Liebesabenteuer
- 1927: Ramper, der Tiermensch
- 1928: Gaunerliebchen
- 1928: Weib in Flammen
- 1928: Ritter der Nacht
- 1928: Der Herzensphotograph
- 1929: Der Günstling von Schönbrunn
- 1929: Verzeih mir (Kurzfilm)
- 1929: Die süße Yvonne (Kurzfilm)
- 1929: Jetzt geht’s der Dolly gut (Kurzfilm)
- 1929: Max Hansen: Wir haben uns gut verstanden… (Kurzfilm)
- 1930: Ich glaub nie mehr an eine Frau (auch Co-Produzent)[9]
- 1930: Mein Herz gehört Dir…
- 1930: Das lockende Ziel
- 1930: Wie werde ich reich und glücklich?
- 1930: Das Land des Lächelns
- 1931: Die große Attraktion
- 1932: Marco, der Clown (Camp volant)
- 1933: L'apprenti sorcier (Kurzfilm)

Regieassistent
- 1922: Sie und die drei (Regie E. A. Dupont)
- 1925: Varieté (Regie E. A. Dupont)
- 1929: Jetzt geht’s der Dolly gut (Regie Max Hansen)
- 1929: Wir haben uns gut verstanden… (Regie Max Hansen)

Aufnahmeleiter
- 1921: Kinder der Finsternis, 1. Teil: Der Mann aus Neapel (Regie E. A. Dupont)
- 1922: Kinder der Finsternis, 2. Teil: Kämpfende Welten (Regie E. A. Dupont)